# Magical Starsign
 (mai 2025).
Si vous disposez d'ouvrages ou d'articles de référence ou si vous connaissez des sites web de qualité traitant du thème abordé ici, merci de compléter l'article en donnant les références utiles à sa vérifiabilité et en les liant à la section « Notes et références ».
Magical Starsign (plus connu au Japon sous le nom de Magical Vacation: Itsutsu no Hoshi ga Narabu Toki (マジカルバケーション 5つの星がならぶとき, Magical Vacation: When the five stars align)) est un jeu vidéo de rôle développé par Brownie Brown pour la Nintendo DS. Ce jeu est la suite du jeu vidéo (sorti seulement au Japon) Magical Vacation sorti sur Game Boy Advance. Il est sorti en 2006 au Japon et aux États-Unis et en 2007 en Europe.

## Trame
Sur une planète appelée Kovomaka située dans le système solaire Baklava, des élèves étudient dans une école de magie dirigée par Monsieur Biscotte. Mlle Madeleine, leur professeur, doit subitement se rendre sur la planète du vent pour y retrouver un sorcier. Trois mois plus tard elle n'est toujours pas revenue. C'est ainsi que Lassi, une élève de l'école, décolle en secret dans une fusée pour retrouver Mlle Madeleine. Elle sera suivie du héros principal et de 4 autres élèves nommés Mokka, Pico, Sorbet et Chai. Mais le voyage ne va pas se passer comme prévu et c'est ainsi que les protagonistes s'embarquent dans un long périple pour retrouver leur professeur.

## Système de jeu
Le joueur doit utiliser l'écran tactile de la Nintendo DS pour contrôler et faire interagir les personnages pendant que sur l'écran du haut s'affichent la carte et d'autres informations générales. Le combat se déroule en tour par tour, au sein duquel la position des planètes affecte les dommages reçus et effectués par chaque personnage. Tous les personnages du jeu sont associés à une planète spécifique, et leurs capacités de combat sont augmentées lorsque leur astre est favorablement positionné. Les joueurs peuvent aussi améliorer l'attaque d'un personnage, en le touchant sur l'écran tactile au moment où un cercle de lumière apparaît, c'est-à-dire avant que l'un de ceux-ci attaque. Cette astuce répond au nom de « Spell Strike », et si celle-ci fonctionne correctement, une lumière (de la même couleur que l'élément du personnage offensif) apparaît au moment de l'attaque. Le joueur peut aussi toucher son personnage avant qu'il ne reçoive des dommages pour limiter ces derniers. Cette astuce-ci, elle, est connue sous le nom de « Reflex Guard », et entoure, si le joueur a touché au bon moment, le personnage d'une lumière bleue. Cependant, quelques attaques ne peuvent pas être contrées de cette façon. Les personnages sont situés sur deux rangs. Au deuxième rang le joueur attaque tous les ennemis situés sur le terrain mais le sort inflige moins de dégâts. Au premier rang le joueur attaque un seul ennemi à la fois et le sort est plus puissant. Le premier rang est également capable d'utiliser des techniques au corps à corps, mais il ne peut pas toucher le deuxième rang avec celles-ci si des ennemis se trouvent au premier rang.

### Astrologie
Il existe sept éléments différents dans le jeu (lumière, ombre - les seuls que le héros puisse avoir -, feu, eau, bois, terre et vent), correspondant chacun à une planète du système solaire. C'est pourquoi chacun est obligé de veiller à l'endroit où se trouve la planète correspondante : en effet, chaque planète tourne autour d'une étoile avant de revenir dans sa position initiale. Les sorts de magie d'un élément peuvent être doublés si la bonne planète est au sein de l'espace assigné à son élément. Ce bonus s'applique aussi pour l'élément du héros - ténèbres ou lumière : la nuit correspond aux ténèbres, le jour à la lumière. Un certain sort qui est acquis tard dans le jeu permet au joueur de faire bouger les planètes jusqu'à une position avantageuse ; ou d'aligner potentiellement les 5 planètes sur une ligne droite, permettant à l'élément concerné d'être plus fort. Les planètes peuvent aussi s'aligner sans qu'aucun sort ne soit utilisé, mais ceci n'affecte ni le joueur, ni l'ennemi.

### Multijoueur
Jusqu'à six joueurs peuvent se connecter localement (une carte de jeu est requise pour chaque joueur), prenant leurs personnages dans un cachot et s'aider pour affronter des monstres et trouver des trésors. Les points sont attribués en fonction des dommages infligés aux ennemis et des trésors collecté, et le joueur avec le plus de points à la fin gagne la partie. Les points d'expériences et de trésor acquis dans ce mode sont appliqués dans le mode solo.